# Fahrenheit 9/11
Fahrenheit 9/11 è un film-documentario del 2004 diretto dal regista statunitense Michael Moore, vincitore della Palma d'oro al Festival di Cannes 2004.
Il titolo del film si rifà a quello del romanzo di Ray Bradbury Fahrenheit 451, da cui François Truffaut trasse l'omonimo film. Il richiamo è ancora più enfatizzato nella tagline, The temperature where freedom burns (la temperatura a cui la libertà brucia), ispirata a The temperature at which books burn di Fahrenheit 451.

## Trama
(Tagline del film)
Il documentario si apre con l'annuncio di Fox News della vittoria di George W. Bush alle presidenziali statunitensi del 2000. Secondo il regista Michael Moore l'annuncio a urne aperte sarebbe stato una manipolazione in favore di Bush.
Il film prosegue con gli attentati dell'11 settembre 2001, narrando come il presidente Bush fosse stato informato del primo schianto aereo al World Trade Center mentre stava per visitare una scuola elementare della Florida. Durante la visita Bush viene informato del secondo schianto, ma - nonostante la gravità del momento - prosegue la lettura del libro con i bambini per sette minuti, invece di preoccuparsi della propria incolumità o di dare priorità a quanto stava accadendo.
Moore esamina le complesse relazioni fra il governo statunitense e la famiglia Bush, così come fra questi ultimi e la famiglia Bin Laden, il governo saudita e i talebani, intreccio sviluppatosi nell'arco di oltre tre decenni. Moore inoltre afferma che nei giorni immediatamente successivi all'attentato 24 membri della famiglia Bin Laden, presenti negli Stati Uniti, sono stati segretamente evacuati senza essere sottoposti ad alcun tipo di indagine.
Successivamente viene esaminato il servizio di Bush nei ranghi della Air National Guard, per poi passare al setaccio i finanziamenti sauditi e dei Bin Laden alla Arbusto Energy, azienda dei Bush, attraverso l'intermediario James R. Bath. Moore afferma che tali conflitti d'interesse spingerebbero l'amministrazione Bush a mettere in secondo piano gli interessi statunitensi. Il film poi individua ulteriori scopi della guerra in Afghanistan, in particolare nella costruzione e nel controllo di un gasdotto verso l'Oceano Indiano. Moore inoltre afferma che l'amministrazione Bush ha indotto un clima di paura fra la popolazione americana attraverso i mass media e passa in rassegna dubbie misure anti-terrorismo, quali l'infiltrazione da parte di agenti in gruppi pacifisti o l'emanazione del Patriot Act.
Il soggetto del documentario diventa quindi la guerra in Iraq. Moore confronta le vite degli iracheni prima e dopo l'invasione. La vita precedente all'intervento armato statunitense è dipinta come relativamente felice, mentre le condizioni post-intervento rivelano il peggioramento nella qualità di vita della popolazione. Il film, inoltre, si sforza di dimostrare il supporto entusiastico dei media verso la guerra e la faziosità dei giornalisti. Moore afferma che gli Stati Uniti hanno commesso e stanno commettendo delle atrocità in Iraq, inserendo alcuni filmati delle torture praticate sui prigionieri ad Abu Ghraib.
Nell'ultima parte del film vengono intervistati Lila Lipscomb e la sua famiglia: il figlio, il sergente Michael Pedersen, è stato ucciso il 2 aprile del 2003 a Kerbela. La donna, angosciata e in lacrime, mette in dubbio il senso della guerra. Infine Moore evidenzia il modo utilizzato per reclutare i soldati statunitensi, evidenziando come si cerchi scientemente di aumentare il tasso di partecipazione facendo proselitismo nei quartieri più disagiati, contando sulla mancanza di sbocchi lavorativi e la necessità di denaro, e affermando che le classi più povere sono le prime a sacrificarsi in guerra. Moore afferma che simili persone non dovrebbero essere mandate a rischiare la vita quando ciò non è necessario a difendere il loro paese.
Sui titoli di coda, lungo i quali si sente la canzone Rockin' in the Free World di Neil Young, Moore dedica il film a un suo amico morto nell'attentato alle torri gemelle, agli uomini e alle donne della sua città natale Flint, in Michigan morti in Iraq e alle "innumerevoli migliaia" di vittime civili delle guerre in Afghanistan e Iraq.

## Accoglienza

### Incassi
Il film ha incassato circa 222 milioni di dollari nel mondo, diventando il documentario con il maggiore incasso nella storia. Il film è stato pubblicato negli USA e in Canada il 23 giugno 2004 e successivamente in altri 42 paesi. In un'intervista su Al Jazeera, nell'agosto 2012, Moore ha affermato che gli incassi hanno raggiunto approssimativamente il mezzo miliardo di dollari.

### Critiche
Bradbury si è detto molto infastidito dal "furto" del titolo, chiedendo più volte le scuse di Moore e un cambio di titolo del film.
Molte personalità pubbliche americane, fra cui il giornalista Christopher Hitchens, il magistrato Dave Kopel e il politico democratico Ed Koch, hanno contestato i contenuti di Fahrenheit 9/11, accusandolo di contenere notizie distorte o del tutto false, per il solo fine di fare propaganda. Kopel e Hitchens, in particolare, hanno pubblicato numerosi articoli elencando errori e inesattezze del film.
Moore ha pubblicato una lista dove associa le informazioni contenute nel suo film ai documenti prodotti dalla Commissione d'indagine sull'11 settembre. Tale lista si sofferma però su altri punti, non andando quindi a confutare le critiche di Kopel e Hitchens.

## Riconoscimenti
- 2004 – Festival di Cannes
  - Palma d'oro
- National Board of Review Awards 2004
  - Riconoscimento per la libertà di espressione
- Kansas City Film Critics Circle Awards 2005
  - Miglior documentario
- 2004 – Razzie Awards
  - peggior attore protagonista: George W. Bush
  - peggior attore non protagonista: Donald Rumsfeld
  - peggior attrice non protagonista: Britney Spears
  - peggior coppia: Condoleezza Rice, George W. Bush e al libro che leggeva durante l'incontro nella scuola di Sarasota in Florida
  - Nomination peggior attrice non protagonista: Condoleezza Rice